# Netwerkverbinding

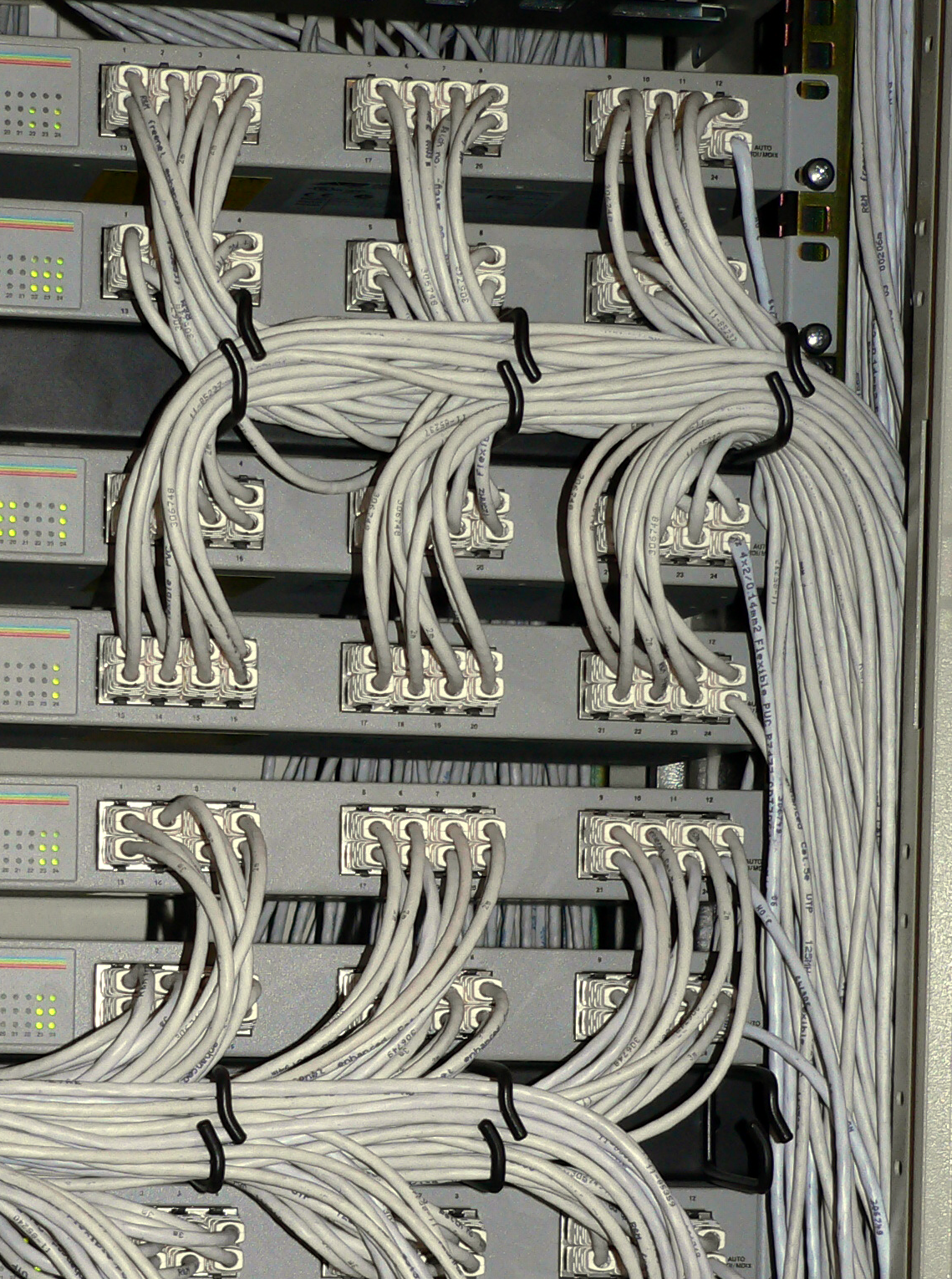
Een computernetwerk verbonden met ethernetnetwerkkabels en switches.

Een netwerkverbinding is de fysieke en abstracte verbondenheid die mogelijk maakt dat elektronische apparaten over een datacommunicatienetwerk kunnen communiceren. De connectiviteit kan op verschillende abstractieniveaus beschouwd worden, volgens het OSI-model.
De fysieke laag schrijft voor dat er een bepaald medium moet zijn waarlangs gecommuniceerd kan worden, bijvoorbeeld een netwerkkabel voor ethernet of een draadloze verbinding.
In hogere abstractieniveaus is de fysieke verbondenheid een gegeven. Om een abstracte verbinding te maken moet er een zekere handshake plaatsvinden: verzender en ontvanger moeten elkaar aangeven dat ze gereed zijn om data te verzenden en te ontvangen. Een verbindingsgeoriënteerd protocol werkt met een dergelijke verbinding.
Zonder handshake wordt er een verbindingsloos protocol gebruikt. UDP is een voorbeeld van een verbindingsloos protocol. Als er een verbinding is kunnen zekere garanties aan gebruikmakende bovenliggende lagen verstrekt worden, zoals dat de data in de volgorde dat zij verzonden is aankomt. Bijvoorbeeld het TCP-protocol maakt gebruik van verbindingen.